# 아사히 리눅스

로고

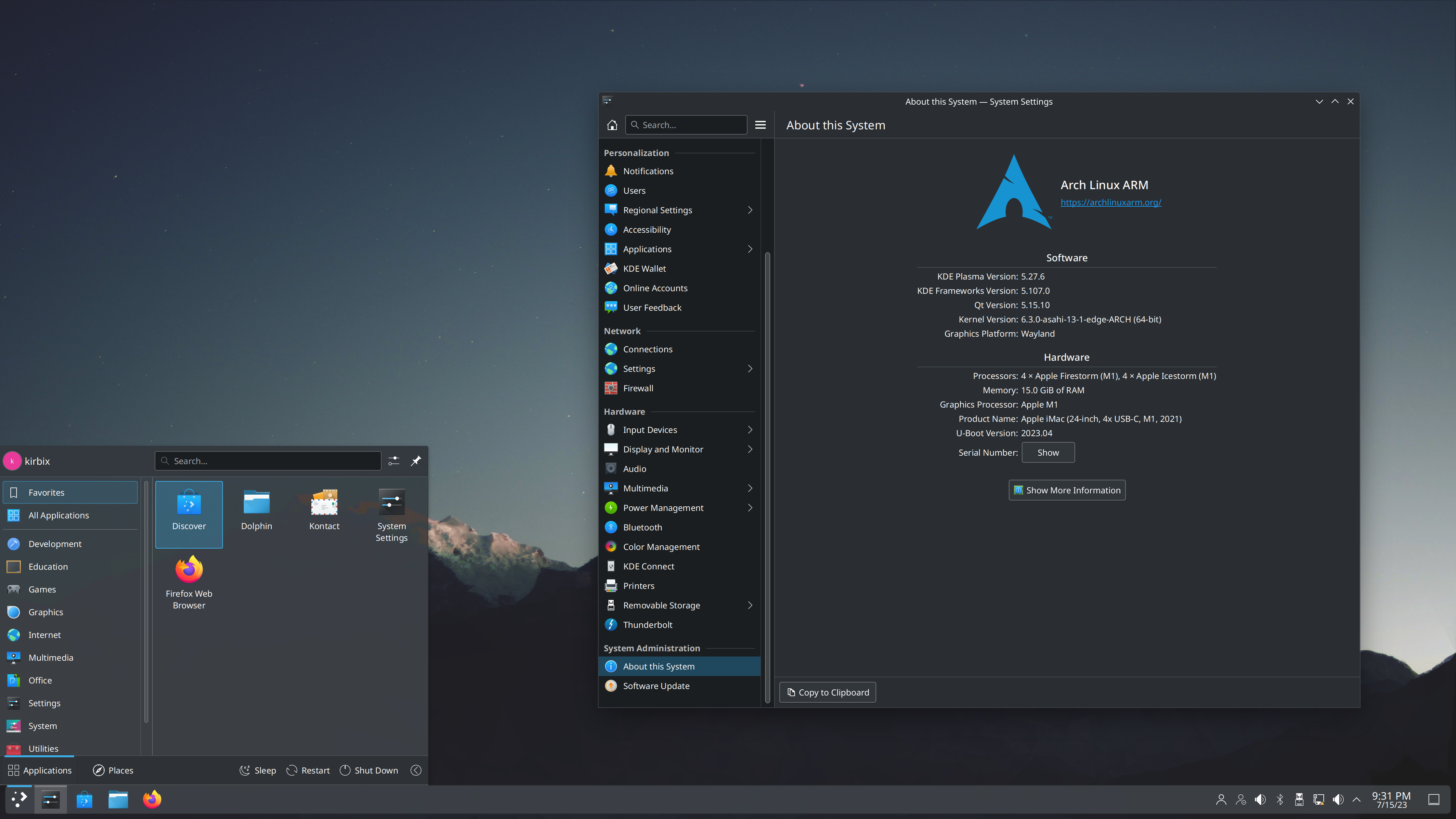
KDE 플라스마 5가 포함된 아사히 리눅스의 아크 리눅스 ARM의 스크린샷

아사히 리눅스(Asahi Linux)는 리눅스 커널 및 관련 소프트웨어를 애플 실리콘 기반 맥에 이식하는 프로젝트이다. 소프트웨어 디자인 프로젝트가 시작되었으며 헥터 마틴(Hector Martin)이 이끌고 있다. 작업은 애플이 공식적으로 애플 실리콘으로의 전환을 발표한 지 몇 달 후인 2021년 초에 시작되었다. 초기 알파 릴리스는 2022년에 이어졌다. 이 프로젝트는 애플의 독점 펌웨어에 대해 공개적으로 사용 가능한 문서가 부족하여 어려움을 겪었다.

## 같이 보기
- 역공학